# Bärenthal
Pour l’article homonyme, voir Baerenthal.
Bärenthal est une commune de Bade-Wurtemberg (Allemagne), située dans l'arrondissement de Tuttlingen, dans le district de Fribourg-en-Brisgau.